# Diogo Lopes de Baião
Diogo Lopes de Baião (c.1210 – c. ou depois de 1278) foi um rico-homem do Reino de Portugal.

## Primeiros anos
Diogo pertenceu a uma das mais antigas e importantes linhagens portuguesasː a linhagem de Baião, cujo nome provém, como em várias situações, da implantação regional da sua linhagemː o castelo de Baião, na margem direita do Rio Douro. 
Nascido por volta de 1210, era certamente natural de Baião, Penaguião ou Godim, locais onde os seus familiares detinham tenências. Era filho de Lopo Afonso de Baião, filho de Afonso Ermiges de Baião e Teresa Pires I de Bragança, e Aldara Viegas de Alvarenga, filha de Egas Afonso de Ribadouro e da galega Sancha Pais Curvo de Toronho. 
Partilha a posse de vários bens com os irmãos, Afonso Lopes, Fernão Lopes, e Sancha Lopes, e ainda outros com os primos, Pedro Ponces, Estevainha Ponces, Sancha Ponces, e Maria Ponces.

## Na corte
Diogo entrou mais tarde que o seu irmão Afonso na vida política, uma vez que consta como tenente somente a partir de 1253, ano em que recebe as tenências da Beira e Trancoso, e mais tarde as de Lamego e Viseu. Terá sido provavelmente na sua qualidade de rico-homem/tenente que terá construído um paço em Viseu, onde antes nunca houvera casa de rico-homem. 

### Questão do Algarve
A 5 de março de 1264, foi nomeado por Afonso III de Portugal para, com João Peres de Aboim, demarcar os limites dos reinos de Leão e Portugal, da foz do rio Caia até Sabugal, na questão do Algarve, no contexto das partilhas desta região com os partidores nomeados por Afonso X de Leão e Castela. O Algarve acaba por reverter por inteiro para Portugal, uma vez que a parte castelhana foi herdada por Dinis I de Portugal através da sua mãe, Beatriz de Castela, filha daquele monarca.

### Reconhecimento da filha bastarda
Dos filhos bastardos de Diogo Lopes, Guiomar, mais velha que o seu irmão, foi a única reconhecida e beneficiada pelo paiː Diogo recebeu-a como herdeira de todos os seus bens móveis e imóveis (exceto em emprazamentos), a 16 de julho de 1265, em Coimbra, na corte régia e na presença de várias testemunhas.

## Morte
Sabe-se que ainda vivia em 1278, pois desse ano surge a sua última presença documental. Terá muito provavelmente falecido pouco tempo depois.

## Matrimónios e descendência
Diogo desposou Urraca Afonso de Cabreira (nos Livros de Linhagens designada Urraca Afonso), de origem provavelmente leonesa mas de pais desconhecidos. Contudo não houve descendência desta união. Apesar disso, Diogo Lopes acabou por ser o único dos seus irmãos, e o único neto varão de Teresa Pires I de Bragança a ter descendência, embora de barregania e provavelmente de mulheres diferentesː
- Guiomar Dias de Baião[2], reconhecida como herdeira do seu pai em 1265, desposou Fernão Rodrigues Fafes e Martim Esteves Botelho.
- Afonso Dias de Baião[2], de esposa desconhecida teve descendência.